# Tokuhei Sada
Tokuhei Sada (n. 1909, Nagoya, Japonia – d. 17 decembrie 1933, Toyonaka, Japonia) a fost un înotător ce a reprezentat Japonia, medaliat olimpic. A participat la o ediție a Jocurilor Olimpice (1928) în care a câștigat o medalie de argint.

## Participări
Lista de mai jos prezintă principalele competiții la care a participat Tokuhei Sada de-a lungul carierei.
- swimming at the 1928 Summer Olympics – men's 4 × 200 metre freestyle relay[*]